# Hardy (namn)
Hardy är ett engelskt och franskt  efternamn, som i Skandinavien och Tyskland också använts som förnamn för män.

## Personer med efternamnet Hardy
- Adrien Hardy (född 1978), fransk roddare
- Alexandre Hardy (omkirng 1570–1631), fransk dramatiker och skådespelare
- Alfred Hardy – flera personer
  - Alfred Hardy (läkare) (1811–1893), fransk dermatolog
  - Alfred Gathorne-Hardy (1845–1918), brittisk politiker och författare
- Ben Hardy (född 1991), brittisk skådespelare
- Catherine Hardy (1930–2017), amerikansk kortdistanslöpare
- Dan Hardy (född 1982), brittisk MMA-utövare
- Dudley Hardy (1867–1922), brittisk tecknare och målare
- Edmund Hardy (1852–1904), tysk religionshistoriker och indolog
- Elmo Hardy (1914–2002), amerikansk entomolog
- Françoise Hardy (1944–2024), fransk artist
- G.H. Hardy (1877–1947), brittisk matematiker
- Greg Hardy (född 1988), amerikansk MMA-utövare
- Gathorne Gathorne-Hardy, 1:e earl av Cranbrook (1814–1906), brittisk jurist och politiker
- Jessica Hardy (född 1987), amerikansk simmare
- Jeff Hardy (född 1977), amerikansk fribrottare
- John Hardy (1820–1896), brittisk järnvägstekniker och uppfinnare
- John George Hardy (1851–1914), brittisk ingenjör
- Jonathan Hardy (1940–2012), nyzeeländsk skådespelare, manusförfattare och regissör
- Leslie Hardy, amerikansk rockmusiker och skådespelare
- Oliver Hardy (1892–1957), amerikansk skådespelare och komiker, Helan i Helan och Halvan
- Robert Hardy – flera personer
  - Robert Hardy (musiker) (född 1980), brittisk musiker
  - Robert Hardy (skådespelare) (1925–2017), brittisk skådespelare
- Robin Hardy (1929–2016), brittisk författare och filmregissör
- Ron Hardy (1958–1992), amerikansk musiker
- Rosemary Hardy (född 1949), svensk sångerska
- Thomas Hardy (olika betydelser)
  - Thomas Hardy (1840–1928), brittisk författare
  - Thomas Hardy, 1:e baronet (1769–1839), brittisk amiral
  - Thomas Duffus Hardy (1804–1878), engelsk historiker
- Tom Hardy (född 1977), brittisk skådespelare och producent

### Fiktiva personer
- Andy Hardy  – rollfigur gestaltad av Mcickey Rooney i 16 filmer 1937–1936och 1958
- Bröderna Hardy (engelska: Hardy Boys)  – pojkdetektiver i amerikanska ungdomsböcker av Franklin W. Dixon (pseudonym för flera författare)
- Felicia Hardy  – seriefigur, alter ego till Black Cat

## Personer med förnamnet Hardy (urval)
- Hardy Häman Aktell (född 1998), svesnk ishockeyspelare
- Hardy Göransson (1894–1969), svensk ämbetsman och politiker, folkpartist
- Hardy Krüger (1928–2022), tysk skådespelare
- Hardy Nilsson (född 1947), svensk ishockeyspelare och tränare
- Hardy Rafn (1930–1997), dansk skådespelare
- Hardy Strid (1921–2012), svensk konstnär
- Hardy Åström (född 1951), svensk ishockeymålvakt